# گورستان توسک سفلی
گورستان توسک سفلی مربوط به اواخر دوره قاجار - دوره پهلوی است و در شهرستان ملایر، بخش مرکزی، دهستان جوزان، روستای توسکین واقع شده و این اثر در تاریخ ۷ اسفند ۱۳۸۶ با شمارهٔ ثبت ۲۱۶۳۵ به‌عنوان یکی از آثار ملی ایران به ثبت رسیده است.